# Philatélie mondialiste
La philatélie mondialiste consiste à collectionner l'ensemble des timbres émis dans le monde entier depuis les origines pour l'ensemble des pays du monde. Le collectionneur peut réduire son champ de collection dans le temps ou l'espace, mais adopte une approche par administration postale émettrice.

## Une collection impossible?
Une collection impossible (même si certains espèrent s'en approcher) devant les difficultés présentées par ce type de collection :
- par le coût ou l'impossibilité de se procurer certains timbres qui n'existent qu'en un ou quelques exemplaires (ainsi l'unique 'One cent' de Guyane anglaise) ;
- par la quantité, en l'an 2000 plus de 500 000 timbres étaient référencés par les principaux catalogues mondiaux comme Yvert et Tellier ou Michel ;
- par le temps nécessaire à rechercher, examiner, identifier et classer avec précision un tel volume ;
- par l'espace de stockage des classeurs ou des albums représentés.

Compte tenu de l'ampleur de la tâche il est donc nécessaire de définir des limites plus précises à ce type de collection :
- par périodes historiques,
- par zones géographiques plus ou moins étendues,
- par types de timbres (timbres aériens, blocs, service, taxe, bienfaisance...).

Une autre approche est de nature encyclopédique. Elle consiste à essayer de dessiner un panorama de l'histoire philatélique ou postale mondiale avec des orientations comme :
- un pays, un timbre ;
- un pays, une lettre (ou une carte postale) ;
- une ville, un objet postal...

## La notion de pays
En la matière, on parlera plus souvent d'administration postale, la notion de pays restant très variable au niveau philatélique. Le mot désigne aussi bien une ville, une province, une période d'occupation, une base militaire, un régime politique... dans la mesure, toutefois, où des timbres ont été émis. On se basera souvent sur les distinctions réalisées par les éditeurs de catalogues, bien que de très nombreuses divergences existent sur ce découpage ou l'attribution de tel ou tel timbre à une administration plutôt qu'une autre, d'un éditeur à l'autre.
On peut également se poser la question de la légitimité de certaines émissions qui peuvent être référencées dans les catalogues ou non. Doit-on se limiter à tel ou tel catalogue, aux émissions reconnues par l'Union postale universelle ? Que penser des émissions des îles Tuvalu qui ont émis des timbres pour chacune des 8 îles habitées, pour une surface totale de 24 km2 ? Il existe également de nombreux timbres émis par des républiques fantaisistes, éphémères ou imaginaires, qui n'ont d'autre intérêt que commercial pour leur promoteurs.

## Une étape transitoire
La collection mondiale est souvent la collection réalisée par le philatéliste débutant. Grâce aux timbres récoltés sur le courrier des amis ou de la famille, à l'achat de pochettes de timbres du monde, généralement bon marché, elle permet aux philatélistes de faire leurs premières armes. À ce titre elle constitue une réelle pédagogie de la philatélie et de la géographie pour les plus jeunes. Elle permet de mieux définir ses centres d'intérêt, avant de continuer ou de se spécialiser dans des domaines plus précis. Chez les collectionneurs plus aguerris, le philatéliste mondialiste est en voie de disparition.

## Un portail sur l'histoire
L'intérêt de ce type de collection, une fois son contour convenablement défini, est de découvrir l'histoire de ces derniers siècles avec les nombreuses émissions.
Ainsi, autour de l'Allemagne, on peut naviguer entre anciens duchés, villes, familles ou royaumes germaniques (Hanovre, Hambourg, Bavière, Bade, Brème, Schleswig-Holstein, Saxe, Tour et Taxis, Wurtemberg...), de l'Empire allemand à la République de Weimar, du IIIe Reich jusqu'à la Seconde Guerre mondiale, et des nombreux territoires occupés par l'Allemagne, puis par les forces alliées à la libération, à la confrontation Est-Ouest, avec les zones française, américaine, britannique ou soviétique, la RFA, la RDA et la réunification. On peut continuer avec les colonies africaines comme l'Afrique orientale allemande ou le Cameroun. On peut ainsi collectionner les timbres de plus d'une cinquantaine de pays, redécouvrir les événements historiques autour de l'histoire philatélique de Dantzig, de la Bohême et de la Moravie, des Sudètes, d'Allenstein ou de l'île d'Heligoland.

## Les catalogues
L'identification et le classement des timbres du monde requièrent un ensemble important de catalogues. Les principaux catalogues proposant une cotation pour l'ensemble des pays du monde sont :
- l'allemand Michel,
- l'américain Scott,
- le britannique Stanley Gibbons,
- le français Yvert et Tellier.

À titre d'exemple, en 2007, le catalogue allemand Michel se compose de 9 volumes pour l'outremer, et de 6 volumes pour l'Europe, édités en couleur (pour les dernières éditions) avec environ 20 000 pages de cotations. Face au coût d'impression en couleur de ces volumes, il a décidé de vendre à la demande les pages concernant un pays.